# Sulfametoxazol
Sulfametoxazol (SMX ou SMZ) é um tipo de antibiótico do grupos das sulfonamidas com atividade bacteriostática. É mais freqüentemente usado como parte de uma combinação sinérgica com trimetoprima conhecido como cotrimoxazol (abreviado SXT, TMP-SMX ou TMP-SMZ), mais conhecido pelos nomes comerciais: Bactrim, Septrin e Septra. Nessa combinaçao colocam 5mg de sulfametoxazol para cada 1mg de trimetoprima.

## Indicação
Sua atividade principal é contra cepas sensíveis de:
- Streptococcus
- Staphylococcus aureus
- Escherichia coli
- Haemophilus influenzae
- Salmonella
- Shigella
- Moraxella catarrhalis
- Stenotrophomonas maltophilia
- Anaeróbios da boca.

Ele é frequentemente usado para tratar infecções do trato urinário. Além disso, ele pode ser utilizado como uma alternativa aos antibióticos amoxicilina base para o tratamento de sinusite. Ele também pode ser usado para tratar a toxoplasmose.

## Mecanismo de ação
Sulfametoxazol é estruturalmente semelhante ao ácido p-aminobutírico (PABA) inibindo de forma competitiva a formação de folato a partir do PABA.